# 久井谷川
久井谷川（ひさいだにがわ）は、徳島県那賀郡那賀町を流れる那賀川水系の河川である。

## 地理
那賀郡那賀町（九木頭村）にある久井谷山（1,536.1m）の水源から木頭村を経て那賀川に合流する。流域には新九郎山（1,635.3m）や杉生山（1,266.2）、桃の丸（1,154.8m）等の山が聳える。

## 自然景勝地
- 新九郎山
- 杉生山
- 桃の丸

## 流域の自治体
徳島県
那賀郡那賀町